# Rivière Bonnechère
La rivière Bonnechère est un cours d'eau qui coule dans la province de l'Ontario au Canada, plus précisément dans le nord-est et l'est de la province, soit le district de Nipissing et le comté de Renfrew. 

## Géographie
Son cours mesure 145 kilomètres de long et son bassin versant s'étend sur 2 400 km2.
La rivière Bonnechère prend sa source dans le parc provincial Algonquin. La rivière s'écoule ensuite à travers le parc provincial Bonnechère, puis se dirige vers la rivière des Outaouais dont elle est un affluent. Peu à l'est du parc provincial Bonnechère, la rivière s'élargit considérablement à deux reprises pour former le lac Round et ensuite le lac Golden. 

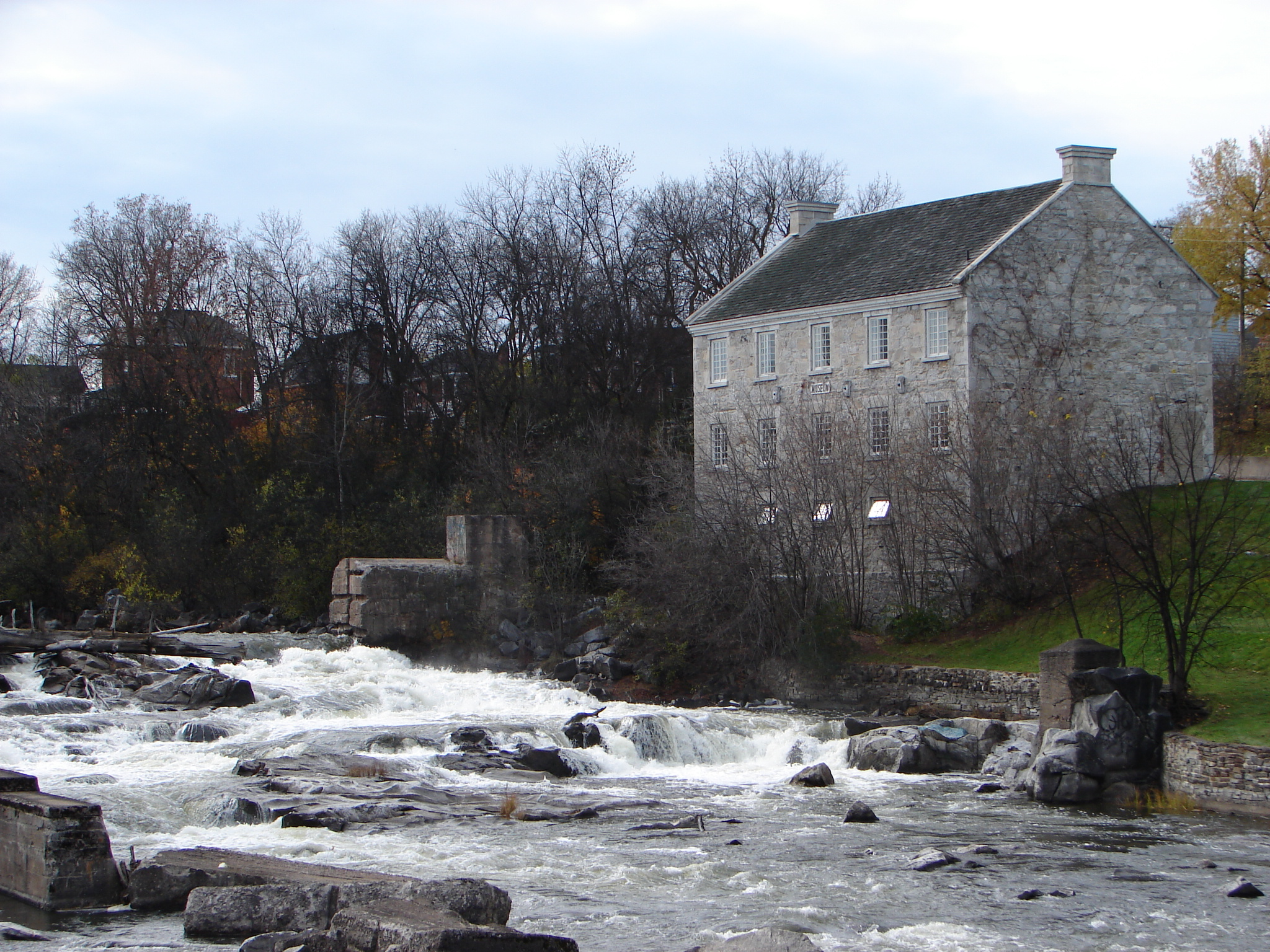
Bonnechere à Renfrew

Le lit de la rivière Bonnechère prend place dans un ancien rift, une faille tectonique datant de 175 millions d'années, appelée en géologie, graben, et désigné ici sous le nom de Graben d'Ottawa-Bonnechère.
Au XIXe siècle, la rivière servit pour le flottage et le transport du pin blanc d'Amérique depuis les zones forestières.
Plusieurs barrages hydroélectriques furent construits sur son cours.
La rivière rejoint la rivière des Outaouais dans le canton d'Horton, peu au nord-est de Renfrew.

## Toponymie
La toponymie de cette rivière, « Bonnechère » laisse supposer que les premiers explorateurs français ou canadiens-français, trouvèrent de la « bonne chère » en abondance, c'est-à-dire gibiers et poissons en quantité.[réf. nécessaire]